# Eresia manto
Eresia manto är en fjärilsart som beskrevs av Hall 1930. Eresia manto ingår i släktet Eresia och familjen praktfjärilar. Inga underarter finns listade i Catalogue of Life.